# Parque nacional Barra Honda
El parque nacional Barra Honda es un parque nacional de Costa Rica, de 2295 ha de extensión, en territorios que no superan los 423 m de altitud. Fue creado el 20 de agosto de 1974 mediante la Ley N° 5558, publicada en La Gaceta el 3 de septiembre del mismo año. Está situado en la península de Nicoya, predominan las calizas arrecifes del mioceno, que se elevan sobre las llanuras de colmatación del río Tempisque. 
La erosión de estos depósitos ha generado un relieve de tipo cárstico, habiéndose descubierto hasta la actualidad más de cuarenta cavernas (La Trampa, Santa Ana, Terciopelo o Pozo Hediondo), sobre las que inciden de forma desigual unas precipitaciones que superan los 2000 mm anuales.

## Fauna y Flora
Las referidas cavernas sirven de hábitat a diversas especies de murciélagos. El clima, húmedo y cálido, ha favorecido el desarrollo de una vegetación de madroños, Poroporo, cocobolo, caoba, pochote, gallinazo, indio desnudo y peine de mico, que constituyen el hábitat y el alimento para numerosos venados, zopilotes, coyotes, armadillos, osos hormigueros, ardillas y monos congo que pueblan el parque.